# Керацини-Драпецона
Керацини-Драпецона (грч. Κερατσίνι-Δραπετσώνα) општина је у Грчкој. По подацима из 2011. године број становника у општини је био 91.045.

## Становништво
| 2011.  |
| ------ |
| 91,045 |